# Tambourissa decaryana
Tambourissa decaryana är en tvåhjärtbladig växtart som beskrevs av Alberto Judice Leote Cavaco. Tambourissa decaryana ingår i släktet Tambourissa och familjen Monimiaceae. Inga underarter finns listade i Catalogue of Life.